# Mogens Jespersen
Mogens Jespersen (né le 9 avril 1949 au Danemark) est un footballeur danois, qui évoluait au poste d'attaquant.
Il est connu pour avoir terminé meilleur buteur du championnat du Danemark lors de la saison 1976, avec 22 buts.